# 望水乡
望水乡，是中华人民共和国四川省资阳市简阳市曾经下辖的一个乡。2019年12月，撤销望水乡、雷家乡，设立雷家镇，以原望水乡和原雷家乡所属行政区域为雷家镇的行政区域。

## 行政区划
望水乡撤销前下辖以下地区：
斑竹林村、陈家庙村、高桥村、黑水寺村、青杠湾村、石岩寺村、太医沟村和望水寺村。